# Luyt Wortel
Luyt Wortel (overleden na 1650), was één van de aanvoerders van een oproer in Culemborg in 1650, dat in de Nederlandse geschiedenis bekend is als het vrouwenoproer van Culemborg.

## Leven
Luyt Wortel was de weduwe van een Adriaen Root die in 1636 overleed. Ze had een zoon en twee dochters.

## Rol in het oproer
Het vrouwenoproer startte wegens ontevredenheid over maallonen. Na een aantal relletjes op 2 mei 1650 werd deze ontevredenheid niet opgelost en werden enkele vrouwen opgepakt door de bestuurders. Onder leiding van Wortel ging een groep vrouwen naar het stadhuis om hier te protesteren.
In augustus 1650 werden de belangrijkste aanvoerders opgepakt, onder wie Wortel. Zij werd in eerste instantie veroordeeld tot levenslange verbanning uit de stad, maar deze straf werd later weer ingetrokken.